# Acraea aspectasema
Acraea aspectasema är en fjärilsart som beskrevs av Le Doux 1922. Acraea aspectasema ingår i släktet Acraea och familjen praktfjärilar. Inga underarter finns listade i Catalogue of Life.